# Convent de Sant Bonaventura
El Convent de Sant Bonaventura és un convent franciscà a Llucmajor, Mallorca, dedicat a Bonaventura de Bagnoregio.

## Arquitectura
El temple es construí entre 1620 i 1656, d'estil renaixentista consta d'una única nau rectangular coberta per una volta de canó de mig punt, dividida en sis trams, per contraforts interiors i construïda en marès. A cada tram hi ha una capella lateral. Les capelles estan rematades també per voltes entre els contraforts. El cim de l'absis és una altra volta semblant a les anteriors que aixopluga tot el presbiteri. Damunt el portal major i sostingut per una volta rebaixada, s'hi aixeca el cor, espai dedicat al res dels frares, a l'orgue que data de finals del segle xvii i als cantors. Una cornisa ampla contínua, transitable i arquitrau postís, uneix tot el perímetre de la nau per la línia d'arrencament de la volta. Tota la construcció es caracteritza per les proporcions i harmonia de línies senzilles. Enmig de la nau de l'església hi ha la tomba de fra Antoni Ripoll Salvà, fundador el 1893 del Tercer Orde Regular de Sant Francesc a Espanya.

### Interior
El retaule major és d'estil barroc i cobreix tota la paret frontal del presbiteri. La nau central té les parets estucades en blanc i franges verdoses i de sòcol pintat entre siena i carmesí. Entre les capelles destaca la del Betlem, la primera a la dreta, amb pintures murals realitzades el 1930 per Francesc Salvà Ripoll. Però destaca la capella de la Puríssima que constitueix una construcció a part i diferent de les altres. És un espai obert al cinquè tram entre contraforts de l'esquerra. El seu retaule és barroc. Té una planta hexagonal irregular coberta amb cúpula que remata un llanternó. A cada angle s'aixeca una pilastra de triple nervi que fingeix un entorxat. El nervi central de cada pilastra travessa l'anell de la cúpula que queda dividida en sis plafons. Als costats s'hi formen dues capelletes per banda tancades amb voltes estretes de mig punt. Adossades als contraforts d'entrada també s'hi obrin dues capelletes més, una a cada costat. Totes les capelletes tenen damunt la clau unes finestres d'ull de bou, davall la cornisa d'arrencament de la cúpula. L'absis és rematat amb una volta de copinya, que és l'única que hi ha al temple. Fou la darrera gran peça del convent, construïda a inicis del segle xviii per la confraria de Sant Antoni de Pàdua, i representa un contrapunt al conjunt de la nau central.

### Façana principal
La façana principal està orientada al migjorn i en ella predomina l'austeritat franciscana. Destaca el portal principal barroc del segle xviii, amb la Porta Coeli característica dels temples franciscans. El portal és de llinda flanquejada per brancals amb ornamentació vegetal. En ambdós costats hi ha unes fornícules buides, antigament ocupades per les imatges de sant Francesc d'Assís i del beat Ramon Llull. La imatge de la Verge Immaculada presideix tot el portal. Esculpida en pedra, ocupa un nínxol flanquejat per pilastres decorades amb motius vegetals. Dins de dos buits laterals destaquen unes hídries. L'intradós de l'arc està format per cassetons decorats amb motius al·lusius a la iconografia mariana. El central representa el sol, símbol de la resplendor de Maria. Segueixen a cada costat la palmera i el xiprer, signes de la seva exaltació sobre tota criatura. Venen després la ciutat de Déu i l'hort tancat, que representen la morada de Déu, que és Maria, i la seva virginitat. Finalment, el pou segellat i la font que brolla, imatges de la seva virginitat i com a dispensadora de gràcia. Remata el portal l'escut franciscà amb els dos braços creuats —el de Crist i el de sant Francesc d'Assís— presidits per la Veracreu. Més amunt hi ha una claraboia emmarcada dins un cercle de motllures amb esplandit, amb un cap d'àngel a la part superior i una àguila a la inferior.

### Portal segon
El portal segon, en la tercera capella de l'esquerra, és d'estil barroc i dedicat al titular Bonaventura de Bagnoregio. Els brancals i la llinda estan decorats amb motius vegetals i fruiters, així com amb àngels. A la façana hi ha tres gàrgoles.

### Campanar
El campanar és únic i de base quadrada. És a la dreta del portal principal. Les finestres estan obertes als quatre punts cardinals, el cos superior està envoltat per una balustrada.

## Claustre

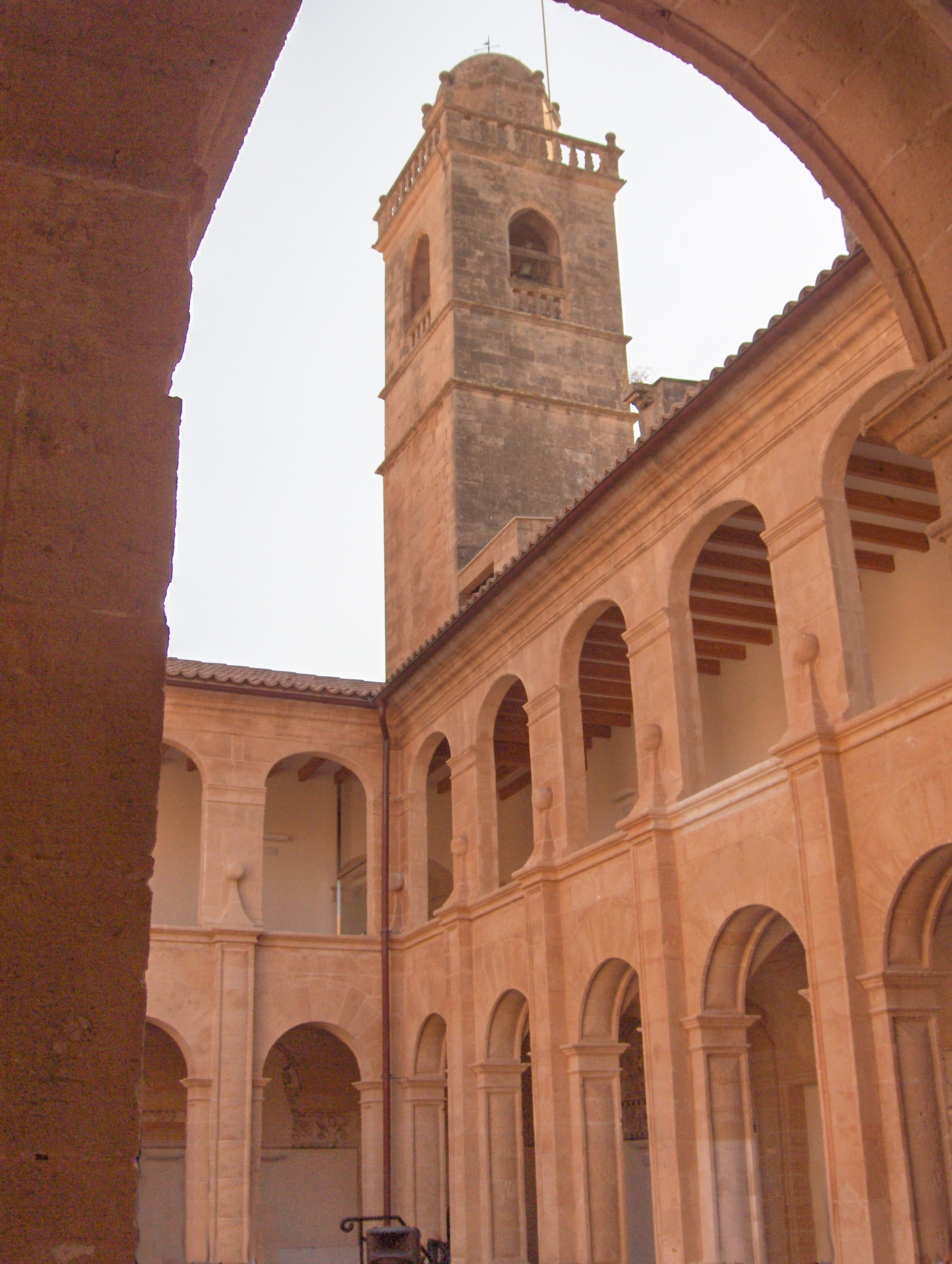
Claustre del Convent amb el campanar de l'església

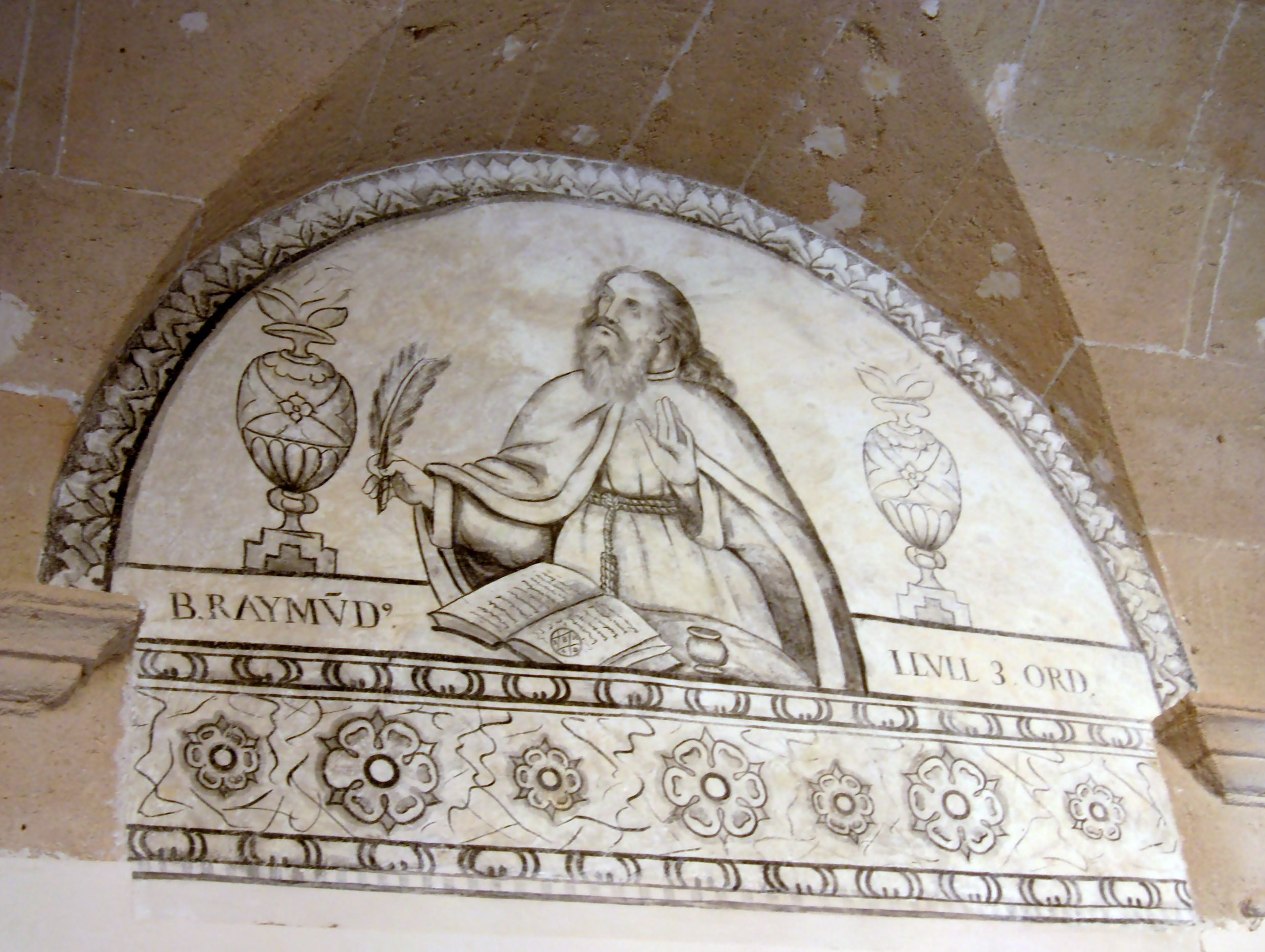
Pintura que presenta al beat Ramon Llull en la paret de la galeria de ponent

El recinte conventual fou ocupat per l'orde franciscà fins a la Desamortització de Mendizábal, que tingué lloc el 10 de març de 1836. El batle Pere Joan Mataró, invocant l'article 4 de la Instrucció General, sol·licità la cessió del Claustre de l'exconvent per destinar-lo a serveis públics i beneficència, recolzant-se en la seva importància arquitectònica. El 16 d'abril de 1842 el ministre d'Hisenda comunicava la concessió del claustre a l'Ajuntament de Llucmajor.
El claustre es construí entre 1667 i 1670, i el mestre d'obres fou Mateu Gamundí. És de planta quadrada amb set arcs de mig punt a la planta baixa i set arcs rebaixats al primer pis. Té una superfície aproximada de 280 m², i al voltant dels seus quatre laterals s'agrupen paral·lelament una sèrie de galeries. Les pilastres de la planta baixa acaben amb la seva corresponent piràmide amb bola. Al corredor de ponent, sobre els portals dels extrems, hi ha els anagrames de Jesús (IHS) i de Maria (M), i al centre hi ha un altre portal que connecta amb la capella del Sagrat Cor de Jesús. El claustre forma part del conjunt conventual representatiu del barroc mallorquí. El seu interior albergava les cel·les dels frares i les dependències comunes. El claustre, al llarg de la història, ha sofert notables canvis que han modificat la seva configuració original, ja que ha estat hospici, quarter, presó, jutjat de pau i fins al 1999 casa quarter de la Guàrdia Civil. Actualment està dedicat a centre cultural.